# Šimo Žepić, Ivo Grgić i Muhamed Borogovac
Šimo Žepić, Ivo Grgić i Muhamed Borogovac bio je glazbeni trio izvođača izvorne glazbe s područja Živinica. Koncem 1969. godine objavili su gramofonsku ploču "Kad zapjeva Šimo i Ivica". 1970. godine izašla je pod etiketom PGP RTB, naslova Pjesme iz Bosne.
Dvojac Šimo Žepić i Ivica Grgić poslije su 1988. objavili album.
Ivica Grgić preminuo je 25. studenoga 2017. godine. Bio je posljednji član izvorne skupine Šimo i Ivica.

## Diskografija
- Kad zapjeva Šimo i Ivica, EP, PGP RTB
- Poslušajte, mila braćo, mene, EP 11082, PGP RTB
- Poslušajte, mila braćo, mene, EP 11004, PGP RTB, studeni 1970.
- Pjesme iz Bosne, EP, PGP RTB, 1970.

## Vanjske poveznice
- YouTube Šimo i Ivica - Na Toplici, Kanal Mićo Babić